# 早田喜稔
早田 喜稔（そうだ よしとし、1894年〈明治27年〉6月10日 - 1975年〈昭和50年〉4月12日）は、日本の実業家。帝国化学工業社長。族籍は東京士族。

## 経歴
東京府出身。佐賀県士族で内務省土木技師の早田喜成の長男。1912年、東京府立第一中学校を卒業。1913年、家督を相続。
1915年、第一高等学校を卒業。1918年、東京帝国大学工科大学応用化学科を卒業。新田ベニヤ製造所重役を経て1935年、帝国化学工業を創立。

## 人物
趣味は読書、打球、テニス、ゴルフ。宗教は曹洞宗。住所は東京府東京市大森区（現・東京都大田区）田園調布。

## 家族・親族
早田家
早田家は代々の佐賀藩士で、父祖は槍術指南役を務めた。
- 父・喜成（1864年 - 1913年、旧佐賀藩士、佐賀士族） - 早くから理工学を研究する[7]。内務省土木局に出仕し、第一区土木監督署技師である[7]。また内務省東京土木出張所技師兼内務技師である[11]。住所は東京市麹町区（現・東京都千代田区）永田町二丁目[7][11]。
- 弟・重成（1913年 - ?、帝国化学工業技師）[2]
- 妹・キヌ（1896年 - ?、大阪、新田長三の妻）[1][6]
- 妻・喜代子（1901年 - ?、東京、広田孝一の妹）[1]
- 長男・喜望（帝国化学工業取締役兼研究部長）[5]
- 娘[1]

親戚
- 新田長三（新田帯革製造所社長）
- 新田長次郎（新田帯革製造所創業者）
- 松平正直（貴族院議員、男爵）[7][11]